# Liste des anciennes bases aériennes de la Royal Air Force
Ceci est une liste des anciennes bases aériennes de la Royal Air Force.
Cette liste peut être rapprochée de la liste des Bases aériennes de la Royal Air Force pour les mettre à jour.

## Liste des anciennes bases aériennes de la Royal Air Force
| Base                | Comté             | Année de fermeture | Commentaires |
| ------------------- | ----------------- | ------------------ | --- |
| RAF Lyneham         | Wiltshire         | 2012               | Maintenant utilisée par le Ministry of Defence à des fins de recherche technologique et de formation (notamment le Royal Electrical and Mechanical Engineers (en))   |
| RAF Kinloss         | Kinloss           | 2012               | Elle est encore utilisée par le Volunteer Gliding Squadron (en) pour du vol à voile et diverses activités militaires                                                 |
| RAF Cottesmore (en) | Rutland           | 2011               | Fait partie du plan de restructuration de la British Army (Army 2020) - Future Army Structure (Next Steps) - voir Future of the British Army (Army 2020 Refine) (en) |
| RAF Blackbushe      | Yateley           | 1946               | A servi de socle de développement à l'Aéroport de Blackbushe. |
| RAF Thorney Island  | Sussex de l'Ouest | 1984               | Est devenu les Bakers Barracks (en) de la British Army |
| RAF Kai Tak         | Hong Kong         | 1993               | |